# 1988년 한국시리즈
1988년 프로야구 한국시리즈는 10월 19일부터 10월 26일까지 모두 6경기를 치러, 해태 타이거즈가 빙그레 이글스를 4승 2패로 제압하고 프로야구 역사상 최초로 3연패를 달성했는데 주전 1루수 김성한이 시즌 막판 팔목부상을 당해 출전하지 못했으나 이 공백을 지명타자였던 김봉연이 메꿨다. 한국시리즈 MVP는 3,6차전 승리투수가 됐던 해태의 문희수가 차지했다.

## 정규 시즌
| 순위 | 구단   | 승 | 무 | 패 | 승률  |
| ---- | ------ | -- | -- | -- | ----- |
| 1위  | 해태   | 34 | 1  | 19 | 0.639 |
| 2위  | 빙그레 | 34 | 0  | 20 | 0.630 |
| 3위  | OB     | 31 | 0  | 23 | 0.574 |
| 4위  | 롯데   | 29 | 1  | 24 | 0.546 |
| 5위  | 삼성   | 23 | 1  | 30 | 0.435 |
| 6위  | 태평양 | 18 | 1  | 35 | 0.343 |
| 7위  | MBC    | 17 | 2  | 35 | 0.333 |

| 순위 | 구단   | 승 | 무 | 패 | 승률  |
| ---- | ------ | -- | -- | -- | ----- |
| 1위  | 해태   | 34 | 1  | 19 | 0.639 |
| 2위  | 삼성   | 33 | 1  | 20 | 0.620 |
| 3위  | 빙그레 | 28 | 1  | 25 | 0.528 |
| 3위  | 롯데   | 28 | 1  | 25 | 0.528 |
| 5위  | OB     | 23 | 2  | 29 | 0.444 |
| 5위  | MBC    | 23 | 2  | 29 | 0.444 |
| 7위  | 태평양 | 16 | 0  | 38 | 0.296 |

## 플레이오프 결과
|            | 승리팀                      | 경기 결과 | 상대팀                      |
| ---------- | --------------------------- | --------- | --------------------------- |
| 플레이오프 | 빙그레 이글스(전기리그 2위) | 3 - 0 - 0 | 삼성 라이온즈(후기리그 2위) |

해태가 전후기 통합우승으로 한국시리즈에 직행하였고, 빙그레가 삼성과의 플레이오프에서 승리,한국시리즈에 진출했다.

## 한국시리즈 경기 결과

### 1차전
10월 19일 - 광주무등경기장 야구장
| 팀                                                                               | 1 | 2 | 3 | 4 | 5 | 6 | 7 | 8 | 9 | R | H | E |
| 빙그레 이글스                                                                    | 0 | 0 | 0 | 0 | 0 | 0 | 0 | 0 | 0 | 0 | 3 | 0 |
| 해태 타이거즈                                                                    | 0 | 0 | 0 | 0 | 0 | 1 | 1 | 0 | X | 2 | 7 | 1 |
| 승리 투수: 선동열 패전 투수: 이동석 세이브: 문희수 홈런: 해태 – 이순철(6회 솔로) |   |   |   |   |   |   |   |   |   |   |   |   |

해태 김응용 감독은 선동열이라는 에이스 카드를 내밀었다. 그러자 빙그레 김영덕 감독은 "어차피 선동열에게는 질 게 뻔한데 왜 아깝게 자기 팀의 에이스 카드를 허비하느냐"며 비장의 조커 이동석을 내밀었다. 마침 시즌초인 4월 17일 양팀의 정규시즌 2차전에서 이동석은 거물 선동열과 맞대결을 벌여 1대0으로 노히트노런을 거둔 바 있기 때문에 혹시나 하는 기대가 없지 않았다. 이동석은 기대대로 5회까지는 선동열과 팽팽하게 무실점 대결을 벌였다. 그러나 6회말 1사후 이순철에게 솔로홈런, 7회말 서정환에게 좌전적시타를 각각 내줘 2 대 0으로 승부가 갈리고 말았다. 선동열은 7회까지 매회탈삼진, 선발전원탈삼진을 기록하는 등 14탈삼진으로 시리즈 신기록을 세우고 완봉승을 눈앞에 두었으나 8회초 1사 1루에서 느닷없이 자진강판하고 말았다. 119구를 던지다 보니 오른쪽 중지에 물집이 잡히는 바람에 더 이상 버틸 수가 없었던 것이었다. 문희수의 성공적인 뒷처리로 빙그레를 합작완봉하는 데 성공했으나 삼성의 김시진과 마찬가지로 선동열도 한국시리즈에서는 별다른 활약을 보여주지 못하는 그 나름대로의 '징크스'에 시달려야 했다.

### 2차전
10월 20일 - 광주무등경기장 야구장
| 팀                                  | 1 | 2 | 3 | 4 | 5 | 6 | 7 | 8 | 9 | R | H  | E |
| 빙그레 이글스                       | 4 | 0 | 0 | 1 | 0 | 0 | 0 | 0 | 0 | 5 | 7  | 0 |
| 해태 타이거즈                       | 3 | 0 | 0 | 0 | 1 | 2 | 0 | 0 | X | 6 | 11 | 1 |
| 승리 투수: 김정수 패전 투수: 이상군 |   |   |   |   |   |   |   |   |   |   |    |   |

빙그레는 선발 한희민, 상대는 이상윤이었다. 1회초 뚜껑을 열자마자 빙그레의 무서운 공세가 시작됐다. 해태 이상윤은 희생플라이와 패스트볼 등으로 1회도 버티지 못한 채 물러났고 구원등판한 김정수도 에러, 폭투, 김성갑(金性甲)의 좌전적시타 등으로 2점을 보태줘 빙그레가 4 대 0으로 앞서나갔다. 그러나 빙그레는 믿었던 한희민이 1회말 김준환, 김봉연, 서정환에게 잇따른 적시타를 얻어맞아 4 대 3으로 쫓겼다. 빙그레는 4회초 이정훈의 중전적시타로 2점차로 벌렸으나 해태도 5회말 한대화가 빠른 발로 2루를 훔친 이순철을 좌전적시타로 불러들여 다시 1점차로 뒤쫓았다. 6회말 선두 김봉연이 2루 뒤로 띄운 평범한 플라이를 2루수 조양근이 주춤거리다 안타를 만들어준 것이 이 시리즈의 향방을 가르는 분기점이 되고 말았다. 빙그레는 열을 받은 한희민을 이상군으로 교체, 1점 리드를 지키려 했으나 2사 3루에서 백인호가 우중월 동점3루타를 터뜨려 1회초에 저지른 에러를 만회했고 뒤이어 이순철이 이상군의 초구를 노려 역전 중전적시타를 터뜨렸다. 6 대 5. 4안타 1자책점으로 호투하는 김정수 앞에서는 그것으로 승부가 끝나 있었다.

### 3차전
10월 22일 - 대전한밭종합운동장 야구장
| 팀                                  | 1 | 2 | 3 | 4 | 5 | 6 | 7 | 8 | 9 | R | H | E |
| 해태 타이거즈                       | 0 | 1 | 0 | 0 | 0 | 2 | 0 | 0 | 0 | 3 | 4 | 0 |
| 빙그레 이글스                       | 0 | 0 | 0 | 0 | 0 | 0 | 0 | 0 | 0 | 0 | 6 | 0 |
| 승리 투수: 문희수 패전 투수: 김대중 |   |   |   |   |   |   |   |   |   |   |   |   |

2연승의 여유를 가진 해태는 문희수를, 빙그레는 김대중을 각각 선발로 기용했다. 빙그레는 문희수를 6안타로 두들기고도 결실없는 산발탄에 그쳤고 김대중은 해태 타선을 4안타로 막았으나 해태의 집중력에 밀리고 말았다. 해태는 2회초 김종모의 사구와 김봉연의 중전안타로 만든 1사 1·3루 찬스에서 서정환이 내야땅볼로 선제타점을 올리고 6회초 백인호와 이순철의 잇따른 안타로 만든 무사 2·3루의 기회에서 김성규의 내야안타, 한대화의 희생플라이로 2점을 보태 3-0으로 승부를 결정지었다. 1차전에서 세이브로 선동열을 뒷받침했던 문희수는 초반부터 위력적인 슬라이더와 커브, 포크볼을 빠른 직구와 교묘히 배합하면서 집중타를 피해나가 1984년 최동원에 이어 한국시리즈 두 번째 완봉승을 거두었다. 그리고 해태는 이 승리로 한국시리즈 10연승의 기염을 토했다

### 4차전
10월 23일 - 대전한밭종합운동장 야구장
| 팀 | 1 | 2 | 3 | 4 | 5 | 6 | 7 | 8 | 9 | R  | H  | E |
| 해태 타이거즈                                                                                             | 2 | 0 | 0 | 0 | 1 | 0 | 0 | 0 | 0 | 3  | 10 | 2 |
| 빙그레 이글스                                                                                             | 0 | 1 | 3 | 0 | 3 | 0 | 7 | 0 | X | 14 | 20 | 3 |
| 승리 투수: 한희민 패전 투수: 방수원 홈런: 빙그레 – 장종훈(5회 투런), 이강돈(7회 스리런), 유승안(7회 투런) |   |   |   |   |   |   |   |   |   |    |    |   |

김응용 감독은 신동수를 선발로 내세웠다. 배수의 진을 친 빙그레는 에이스 한희민을 투입했다. 1회초 해태가 한희민을 집중 4안타로 두들기며 2점을 뽑자 시리즈가 막을 내리는 듯 싶었다. 그러나 빙그레는 3회말 유승안의 좌익선상 2루타로 3 대 2로 전세를 뒤집었고 4 대 3으로 쫓긴 5회말에는 신진거포 장종훈의 2점홈런 등으로 3점을 올려 승세를 굳힌 뒤 7회말 대거 7점을 보태 14 대 3으로 대승을 거두었다. 빙그레는 이 경기에서 팀최다타점(14), 최다홈런(3), 최다안타(20), 최다루타(38), 매회안타 등을 기록하면서 해태의 시리즈 11연승을 저지하고 서울의 5차전을 가능하게 만들었다.

### 5차전
10월 25일 - 서울종합운동장 야구장
| 팀                                                                  | 1 | 2 | 3 | 4 | 5 | 6 | 7 | 8 | 9 | R | H  | E |
| 빙그레 이글스                                                       | 1 | 0 | 0 | 0 | 4 | 0 | 0 | 0 | 0 | 5 | 10 | 1 |
| 해태 타이거즈                                                       | 0 | 0 | 0 | 0 | 0 | 0 | 0 | 1 | 0 | 1 | 8  | 1 |
| 승리 투수: 이상군 패전 투수: 김정수 홈런: 빙그레 – 유승안(5회 솔로) |   |   |   |   |   |   |   |   |   |   |    |   |

이상군과 김정수가 선발대결을 벌이는 가운데 1회초 김한근의 좌전적시타로 선제점을 올린 빙그레는 5회초 유승안이 솔로홈런, 장종훈은 좌전안타를 터뜨리면서 김정수를 강판시켰다. 해태는 이상윤으로 마운드를 교체했지만 이정훈의 우익선상 적시타와 이강돈의 2타점 좌전적시타가 이어지면서 5 대 1로 승부가 갈렸다. 해태의 1득점은 8회말에 가서야 김성규의 적시타로 얻어졌다.

### 6차전
10월 26일 - 서울종합운동장 야구장
| 팀                                                                  | 1 | 2 | 3 | 4 | 5 | 6 | 7 | 8 | 9 | R | H  | E |
| 해태 타이거즈                                                       | 0 | 0 | 0 | 0 | 3 | 1 | 0 | 0 | 0 | 4 | 10 | 0 |
| 빙그레 이글스                                                       | 0 | 0 | 0 | 0 | 0 | 0 | 0 | 1 | 0 | 1 | 3  | 0 |
| 승리 투수: 문희수 패전 투수: 김대중 홈런: 빙그레 – 조양근(8회 솔로) |   |   |   |   |   |   |   |   |   |   |    |   |

해태선발로 나선 것은 문희수, 선발투수감이 고갈된 빙그레는 1차전에서 선동열과 맞섰던 이동석을 마운드에 올리는 수밖에 없었다. 빙그레 김영덕감독은 4회초 1사후 이동석이 서정환에게 안타를 내주자 김대중으로 마운드를 교체했다. 김대중은 김봉연을 병살로 처리하고 이닝을 마감했지만 5회초 2사만루 위기에 몰렸고 승부처를 놓치는 법이 없는 해태는 김준환이 2타점 중전적시타를 터뜨려 0의 행렬을 깼다. 한대화도 중전적시타로 1타점을 얹어 승부를 결정지었다. 3차전을 완봉했던 문희수는 8회말 2사후 조양근에게 솔로홈런 한 방을 한국시리즈 출전기념품으로 선사했지만 4 대 1 완투승을 챙겼다.

## 방송 중계

### TV
| 방송 채널 | 캐스터(한국시리즈 차전) | 해설위원 | 비고 |
| --------- | ----------------------- | -------- | ---- |
| KBS 1TV   | 불명(2·4·6)             | 하일성   |      |
| MBC TV    | 양진수(1), 불명(3·5)    | 김소식   |      |

### 라디오
KBS 제1라디오와 MBC 표준FM 전국공통 주파수에 맞춰 TV를 통해 수중계하였다.